# Vittorio de Riccabona
Vittorio de Riccabona (1. října 1844 Cavalese – 27. listopadu 1927 Trento) byl rakouský právník a politik italské národnosti z Tyrolska (respektive z Jižního Tyrolska), na přelomu 19. a 20. století poslanec Říšské rady.

## Biografie
Profesí byl advokátem. Patřil mezi hlavní postavy liberálního politického proudu mezi italskou populací. V roce 1884 byl zvolen do obecní rady v Trentu. V roce 1885 se pak stak ředitelem spořitelny v Trentu. O dva roky později spoluzakládal noviny Alto Adige, kam přispíval články o národních a národohospodářských tématech.
Byl i poslancem Říšské rady (celostátního parlamentu Předlitavska), kam usedl v doplňovacích volbách roku 1899 za kurii městskou v Tyrolsku, obvod Trento, Cles, Fondo atd. Nastoupil 14. prosince 1899 místo Giovanna Cianiho. Ve volebním období 1897–1901 se uvádí jako Dr. Victor Riccabona, ředitel spořitelny v Trentu, bytem Trento.
Za války žil ve Veroně a byl aktivní v italských organizacích podporujících práva etnických Italů v Tyrolsku. Po válce se vrátil do Trenta, ale veřejně se již neangažoval.